# ラリ・マビアラ
ラリ・マビアラ（Larrys Mabiala、1987年10月8日 - ）は、フランス出身のコンゴ民主共和国代表サッカー選手。ポートランド・ティンバーズ所属。ポジションはDF。

## クラブ経歴
14歳でパリ・サンジェルマンFCのアカデミーに加入。2006年11月に初のプロ契約を結び、2006-07シーズンのクープ・ドゥ・ラ・リーグとUEFAカップで2試合に出場した。
2007年8月、イングランドのプリマス・アーガイルFCに1シーズンのレンタルで加入したが、膝の怪我のためプレー時間を得られず、治療のためにパリに戻ることを余儀なくされた。そして、レンタルは最終的に打ち切りとなった。
2008年1月にパリ・サンジェルマンFCに復帰。リーグ・アンで3試合に出場し、1得点した。
2009年6月に同じリーグ・アンのOGCニースに移籍し、4年契約を結んだ。
2012年1月、トルコのカルデミル・カラビュックスポルに移籍。
2015年8月7日にカイセリスポルと2年契約を結んだ。
2017年5月29日、ポートランド・ティンバーズと契約を締結。

## 代表歴
ユースレベルではフランス代表でプレー。
2008年にコンゴ民主共和国代表に初めて招集された。ナンテールで開催されたアルジェリア代表戦でデビューを果たした。

## タイトル

### クラブ
ポートランド・ティンバーズ
- ウェスタン・カンファレンス (レギュラーシーズン): 2017